# Lepidura variegata
Lepidura variegata là một loài tò vò trong họ Ichneumonidae.